# Vrankovec
Vrankovec is een plaats in de gemeente Sveti Križ Začretje in de Kroatische provincie Krapina-Zagorje. De plaats telt 267 inwoners (2001).